# Acis et Galatée
Acis et Galatée är en opera i prolog och tre akter med musik av Jean-Baptiste Lully och libretto av Jean Galbert de Campistron efter historien om Acis och Galatea i Ovidius Metamorfoser.

## Historia
Operan var ett beställningsverk av hertigen av Vendôme som underhållning till kung Ludvig XIV:s äldste son kronprins Ludvig (Le Grand Dauphin). Verket uppfördes den 6 september 1686 på hertigens slott Anet nära Dreux. Lully kallade operan för Pastorale héroïque (heroisk pastoral) och den är kortare och lättare än Armide. I sin musik skilde Lully på den pastorala världen som kännetecknas av lugna harmonier, och Polyfemos värld i vilken orkestreringen är mer livfull, färgrik och humoristisk.

## Personer
- Apollon (tenor)
- Överflödet (sopran)
- Galatea, en havsnymf (sopran)
- Acis, en dödlig människa (haute-contre)
- Télème, Acis kamrat (tenor)
- Poliphème (Polyfemos), en cyklop (basbaryton)
- Neptunus (bas)
- Skylla (sopran)
- Aminte (sopran)
- Första najad (sopran)
- Andra najad

## Handling
Prolog
Diana tillkännager dauphinens ankomst och en underhållning planeras för honom. Apollon nedstiger och bedyrar sin vördnad för dauphinens fader, kung Ludvig XIV.
Akt I
Herden Acis älskar havsnymfen Galatée medan hans kamrat Télème älskar herdinnan Skylla. Båda beklagar att deras kärlek inte är besvarad. En grupp av herdar sjunger kärlekens lov men flyr när cyklopen Poliphème kommer. Cyklopen älskar också Galatée. Hon spelar med för att skydda herdarna.
Akt II
Acis bannar Galatée för att ha gått med på att närvara vid festen som Poliphème anordnar för hennes ära. När han hotar att konfrontera cyklopen förklarar hon att hon endast gör det för att lugna Poliphème och att hon verkligen älskar Acis. Paret planerar att gifta sig i Junos tempel. När Poliphème ber om Galatées hand säger hon att han först måste fråga hennes far Nereus om lov.
Akt III
Poliphème är rasande över att Acis och Galatée ska gifta sig. Han mördar Acis genom att krossa honom med ett stort klippblock. När Galatée upptäcker kroppen önskar hon hämnas hans död och vänder sig till gudarna om hjälp. Neptunus (Poliphèmes far) stiger upp ur havet och återupplivar Acis genom att förvandla honom till en flodgud, på så sätt kan de älskande förenas för evigt.